# Koteng Arena
La Koteng Arena, precedentemente denominata Ørn Arena, è uno stadio norvegese situato a Trondheim, capoluogo amministrativo della contea di Trøndelag, nel quartiere Lade. 
L'impianto, sede degli incontri casalinghi della squadra femminile del Rosenborg, fa parte degli Lade idrettsanlegg (impianti sportivi di Lade), completato nella sua forma attuale nel 2018, come Ørn Arena e, a seguito dell'accordo semestrale e della sponsorizzazione della società immobiliare Koteng Eiendom AS, rinominato Koteng Arena nel 2019. Con la nuova denominazione, lo stadio venne riaperto al pubblico il 11 maggio 2019, in occasione della partita interna dell'ottava giornata del campionato di Toppserien 2019, giocato dall'allora Trondheims-Ørn con le avversarie del Sandviken